# Cerkev Najsvetejše Marije, Owczary
Cerkev Najsvetejše Marije v Owczaryju je gotska lesena cerkev v vasi Owczary iz 17. stoletja, ki je skupaj z različnimi cerkvami uvrščena med Unescove Lesene cerkve Karpatske regije na Poljskem in v Ukrajini. Zgrajena v tehniki vodoravnega bruna z zapletenimi vogalnimi povezavami, z izjemnim tesarskim znanjem in konstrukcijskimi rešitvami, je bila postavljena na lesenih pragovih, postavljenih na kamnite temelje, z lesenimi skodlami, ki so pokrivale streho in stene.

## Zgodovina
Cerkev v Owczaryju je bila zgrajena leta 1653. Je druga tovrstna stavba na tem mestu – prva se je porušila zaradi živega peska v njenih temeljih. Leta 1701 je bila cerkvena kancelarija (latinsko cancellaria) obsežno prenovljena, stolp je bil zgrajen leta 1783 (zgradila sta ga mojstra Dimitr Dekovekin in Teodor Rusinka), leta 1870 so stavbo razširili, da je imela enake mere kot ladja. Leta 1938 je bila notranjost cerkve okrašena z barvami. Po operaciji Visla (šifrirano ime leta 1947 za prisilno preselitev skoraj 150.000 Ukrajincev in Rusinov (Bojkov in Lemkov) iz jugovzhodnih provinc povojne Poljske na obnovljena ozemlja na zahodu države) je bila cerkev predana rimskokatoliški župniji. Potem ko so se leta 1956 v vas vrnili nekateri razseljeni vaščani, je cerkev ponovno začela obrede Ukrajinske grkokatoliške cerkve. Cerkev je od leta 1998 začela delovati kot rimskokatoliška-ukrajinska grkokatoliška cerkev.

## Opis
Tempelj pripada sakralni zgradbi s tremi kupolami, značilni za lemkovsko arhitekturo. Kor in ladja sta enako veliki. Tri kupole so prekrite s skodlami in okronane s križi. Sprva so bila pravokotna okna le v južnem delu cerkve. Tempelj je bil zgrajen na pobočju hriba, zato je bil njegov temelj pritrjen z lesenimi sponkami za zaščito pred vlago.
Cerkev ima ikonostas iz 18. stoletja. Ikone je naslikal umetnik Jan Medicki, zanje je značilen močan baročni vpliv. Tempelj ima tudi strop sv. Nikolaja Čudežnega delavca. V tej kapeli sta ikoni Jezusa Kristusa in Presvete Bogorodice. Te ikone so iz druge polovice 17. stoletja in so bile prej v prvotnem ikonostasu.